# 勒莫因 (阿拉巴馬州)
勒莫因（英語：Le Moyne）是一個位於美國阿拉巴馬州莫比爾縣的非建制地區。該地的面積和人口皆未知。

## 地理
勒莫因的座標為30°57′29″N 88°01′40″W / 30.95806°N 88.02778°W，而該地的平均海拔高度為12米（即39英尺）。